# Всеукраїнське об'єднання «Голос»
Всеукраїнське об’єднання «Голос» — це позапартійна, фінансово незалежна громадська організація  із загальнонаціональною структурою. Громадську організацію утворено громадськими активістами в м. Івано-Франківську, 8 лютого 2012 року, свідоцтво про реєстрацію №781 . До травня 2013 року мала назву Громадська організація "Голос".

## Історія організації

### Утворення організації
У лютому 2012 року громадськими активістами в м. Івано-Франківську утворено громадську організацію "Голос". Від початку заснування громадської організації "Голос" її активісти надавали безкоштовну юридичну допомогу громадянам, влаштовували мітинги та пікети проводили громадські слухання та інше. Особливо активно громадська організація "Голос" діяла на території Івано-Франківської, Тернопільської та Чернівецькій областях, де було відкрито громадські приймальні з надання безкоштовної правової допомоги населенню. 

### Всеукраїнський статус
У квітні 2013 року відбулись загальні збори організації й за ініціативою територіальних осередків прийнято рішення щодо її перетворення у Всеукраїнську. 20 травня 2013 року громадська організація "Голос" набула Всеукраїнського статусу. У 2013 році до Всеукраїнського об’єднання «Голос» приєднався ряд громадських організацій Івано-Франківщини[джерело?].

### Євромайдан
Всеукраїнське об'єднання «Голос» з часу свого заснування виступало за Європейське майбутнє України. Тому у зв’язку зі зрадою керівництвом держави інтересам України та українців, зміною політичного курсу Всеукраїнське об’єднання «Голос» активно доєдналося акції протесту на підтримку Євроінтеграції. Однак злочинний режим Януковича В.Ф. на мирні протести українців застосував грубу силу, що призвело до численних людських жертв. З перших днів Євромайдану ВО "Голос" утворило координаційну раду із 21 громадської організації. Найактивніше ВО "Голос" діяло у м. Києві, Івано-Франківській, Тернопільській, Чернівецькій та Волинській областях. За ініціативою ВО "Голос" в Івано-Франківській області першою в Україні 11.12.2013 року, була прийнята та проголошена на місцевому Євромайдані заява Громадської ради при УМВС в області [Архівовано 5 липня 2014 у Wayback Machine.] якою були засуджені злочини Януковича В.Ф., Захарченка В.Ю. працівників "Беркуту" та закликано міліцію бути з Українським народом.  

## Структура
ВО «Голос» має 14 регіональних осередків, в Івано-Франківській, Тернопільській, Чернівецькій, Волинській, Хмельницькій, Вінницькій, Житомирській, Київській, Сумській, Кіровоградській, Херсонській, Запорізькій, Дніпропетровській та Донецькій  областях.
Вищим управлінським органом Всеукраїнського об’єднання «Голос» є Загальні збори. У період між загальними зборами постійним керівним органом є Рада. 
Активістами ВО «Голос» можуть бути усі, хто розділяє її статутні вимоги та з власної волі бажає до неї долучитися, брати участь в її діяльності. 
Станом на 08 лютого 2024 року членами Всеукраїнського об’єднання «Голос» є понад 400 активістів, найбільші осередки у Івано-Франківській області — 147 активістів, Тернопільській — 42, Чернівецькій — 25 та Волинській — 24 активісти.

## Діяльність
Активісти ВО «Голос» проводять акції прямої дії, мітинги, соціологічні дослідження, моніторинги, громадські слухання, просвітницькі кампанії, надають безкоштовні юридичні консультації у громадських приймальнях. ВО «Голос» підтримує Європейський вибір України, втілює в життя європейські принципи демократії, впровадження місцевої та державної політики з її відкритістю та прозорістю для кожного громадянина.протидіють російській дезінформації у підпорядкованих виданнях «Голос ІФ», «Воїн України» на сайтах «Голос ІФ», «Воїн -інфо» інтернет мережах Фейсбук, Тік-ток, Телеграм. Члени ГО «ВО «Голос» активно брали й беруть участь в обороні України. Зокрема голова ГО «ВО «Голос» Ростислав Гудзінський в 2022–2023 роках брав участь в обороні України в складі 10 ОГШБ «Едельвейс», голова Чернівецького осередку Олександр Щербина та близько 100 інших активістів організації беруть участь у захисті батьківщини у підрозділах ЗСУ та СОУ. Члени ГО «ВО «Голос» активно волонтерять та збирають допомогу силам оборони України. Зокрема за 2024 рік членами організації на потреби ЗСУ та сил оборони України було відправлено різних товарів на суму 382 000 грн.

### Мета
Основною метою діяльності Всеукраїнського об'єднання «Голос» є проведення правозахисної, екологічної, просвітницької діяльності, задоволення та захист законних прав своїх членів та всіх громадян України у сфері громадсько-політичних, соціальних, економічних, правових відносин, відродження Українських традицій та інших інтересів у різноманітних галузях суспільного життя. Війна внесла корективи у діяльність активістів ГО "ВО "Голос" зокрема це протидія російській дезінформації, документування військових злочинів Російської Федерації зокрема і на ТОТ, допомога у звільненні заручників, надання юридичної та психологічної допомоги жертвам злочинів, людям з ПТС та УБД. Перемога України у війні р Російською федерацією, захист української мови, літератури, культури та традицій українського народу його унікальної ідентичності у сім'ї Європейських народів

### Завдання
- Недопущення порушень, а у разі порушення відновлення Конституційних прав активістів ВО "Голос" та громадян України.
- Сприяння правової обізнаності громадян України.
- Боротьба із корупцією та хабарництвом.
- Проведення соціологічних досліджень (Центром соціологічних досліджень "Голос").
- Проведення просвітницької діяльності.
- Побудова демократичної системи управління в Україні.
- Сприяння входженню України до Європейського союзу.
- Документування військових злочинів зі сторони Російської Федерації під час ведення агресивної війни проти України, Європи та демократичного світу.
- Допомога постраждалим від військових злочинів у російсько-українській війні, людям з ПТС та УБД.

### Засоби масової інформації
Всеукраїнське об’єднання "Голос" є засновником і видавцем газети "Голос ІФ" (раніше назва була Голос народу Івано-Франківщини), газети "Воїн України", інтернет-порталів Всеукраїнське об'єднання "Голос" [Архівовано 22 лютого 2020 у Wayback Machine.], Голос.if.ua - Новини Івано-Франківська, Воїн-інфо [Архівовано 19 квітня 2020 у Wayback Machine.], Воїн-Інфо [Архівовано 24 лютого 2020 у Wayback Machine.] та Голос-Інфо [Архівовано 6 травня 2016 у Wayback Machine.]. Однак нині сайт Голос-Інфо [Архівовано 6 травня 2016 у Wayback Machine.] незаконно заходиться в оперативному управлінні звільненого за дискредитацію колишнього 1-го заступника голови ГО ВО "Голос" — головного редактора газети "Голос народу Івано-Франківщини" Віталія Чорненького.